# 빌 나이 (배우)
빌 나이(영어: Bill Nighy, 1949년 12월 12일 ~ )는 영국의 배우이다.

## 출연 작품

### 영화
- 죽음의 중계 (1980)
- 소공자 (1980)
- 바늘 구멍 (1981)
- 핑크 팬더 7 - 핑크 팬더의 저주 (1983)
- 테러리스트 (1984)
- 13인의 반찬 (1985)
- 영원한 사랑 (1989)
- 인생 이야기 (1993)
- 페어리 테일 (1997)
- 블로우 드라이 (2001)
- 럭키 브레이크 (2001)
- 러브 액츄얼리 (2003)
- 언더월드 (2003)
- 새벽의 황당한 저주 (2004)
- 사랑을 견뎌내기 (2004)
- 두갈: 마법의 회전목마 (2005) - 목소리
- 은하수를 여행하는 히치하이커를 위한 안내서 (2005)
- 콘스탄트 가드너 (2005)
- 캐리비안의 해적: 망자의 함 (2006)
- 언더월드 2: 에볼루션 (2006)
- 스톰브레이커 (2006)
- 플러쉬 (2006)
- 노트 온 스캔들 (2006)
- 뜨거운 녀석들 (2007)
- 캐리비안의 해적: 세상의 끝에서 (2007)
- A Fox's Tale (2008)
- 작전명 발키리 (2008) - 프리드리히 올브리히트 역
- 언더월드: 라이칸의 반란 (2009)
- 락앤롤 보트 (2009)
- G-포스: 기니피그 특공대 (2009)
- 아스트로 보이: 아톰의 귀환 (2009) - 유식한 박사 역 (목소리)
- 글로리어스 39 (2009)
- 와일드 타겟 (2010)
- 해리 포터와 죽음의 성물 1부 (2010) - 루퍼스 스크림저 역
- 랭고 (2011) - 목소리
- 샬레이걸 (2011)
- 아더 크리스마스 (2011) - 목소리
- 베스트 엑조틱 메리골드 호텔 (2012)
- 타이탄의 분노 (2012)
- 토탈 리콜 (2012)
- 잭 더 자이언트 킬러 (2013)
- 지구가 끝장 나는 날 (2013)
- 어바웃 타임 (2013)
- 프랑켄슈타인: 불멸의 영웅 (2014)
- 런던 프라이드 (2014)
- 베스트 엑조틱 메리골드 호텔 2 (2015)
- 빅 (2016) - 목소리
- 아름다운 날들 (2016)
- 더 라임하우스 골렘 (2016)
- 북샵 (2017)
- 캐리비안의 해적: 죽은 자는 말이 없다 (2017)
- 행복의 단추를 채우는 완벽한 방법 (2018) - 앨런 역
- 타인의 친절 (2019) - 티모페이 역
- 명탐정 피카츄 (2019) - 하워드 클리퍼드 역
- 우리가 사랑이라고 믿는 것 (2019) - 에드워드 역
- 슈퍼펫 (2019) - 목소리
- 엠마 (2020) - 우드 하우스 역
- 미나마타 (2020)
- 리빙: 어떤 인생 (2022)
- 오멘: 저주의 시작 (2024) - 로렌스 역
- 롤 플레이 (2024) - 밥 켈러맨 역
- 10 라이브즈 (2024) - 크레이븐 교수 역
- 와일드 로봇 (2024) - 롱넥 역 (목소리)

### 텔레비전
- 스테이트 오브 플레이 (2003)
- Ordeal By Innocence (2018)